# Оптимистическая
Оптимисти́ческая (укр. Оптимістична) — карстовая пещера в Тернопольской области Украины, в Медоборах (Подольские Товтры); село Королёвка Чортковского района. Длиннейшая гипсовая пещера в мире, седьмая по протяжённости пещера в мире. Суммарная закартографированная длина составляет приблизительно 267 км. До конца не разведана. Расстояние до Тернополя — 115 км.

## Характеристика
Пещера открыта в 1966 году. Суммарная длина закартографированных ходов на нынешний день[когда?] составляет около 267 км; сама пещера занимает площадь около 2 км², что обусловлено многочисленностью и извилистостью ходов. Ходы залегают на глубине около 80 м. Пещера сильно замыта глиной. Встречаются сталактиты, геликтиты, другие натёчные образования.

## История открытия
Приднестровское Подолье, богатое пещерами, привлекало исследователей; в 1965 году львовские спелеологи из новосозданного клуба «Циклоп» проводили топосъёмку пещеры «Ветровая» возле села Королёвка тогда ещё Борщёвского района Тернопольской области, когда местные мальчики показали на находящийся неподалёку ручей, уходящий под землю. В тот раз раскопать ничего не удалось, но вернувшись через год, 8 мая 1966 года, Алексей Соляр и Мирон Савчин проникли за глиняный сифон, преградивший им путь в предыдущем году и обследовали около 400 метров пещеры. Изначально предполагалось, что её длина не менее 3 километров; дальнейшее её исследование превратило её в длиннейшую пещеру всего Советского Союза. Пещеру назвали Оптимистической, поскольку скептически настроенные коллеги прозвали львовян «оптимистами».
С того времени было проведено более 200 экспедиций; в исследованиях пещеры принимали участие и спелеологи из других стран: Болгарии, Польши, России и т. д.
По мере исследования пещеры возникала необходимость в новых подземных базовых лагерях. На 2008 год их 15. «Оазис», один из самых дальних подземных лагерей, располагающийся на периметре пещеры, является также и самым удобным: прямо в лагере есть резервуар с чистой водой, колонкой для её выкачивания, около 700 литров уже запасённой воды, спальные места на полсотни человек и новая кухонная утварь.

## Рекорды
- Это длиннейшая в мире гипсовая пещера, пятая по протяжённости пещера в мире[2].
- Обнаруженные здесь геликтиты своим существованием опровергли теории о том, что они могут образовываться только в известняковых пещерах.